# Intel 8243
Der Intel 8243 ist ein Portextender, der speziell für die MCS-48-Mikrocontroller entwickelt wurde. Der Baustein wird hauptsächlich im 24-Pin-DIL-Gehäuse geliefert. Eine Erweiterung der Ein-/Ausgabeleitungen erfolgt über diesen Baustein, der vier 4-Bit-Ports zur Verfügung stellt. Dabei wird der 8243 mit speziell dafür vorgesehenen Befehlen des 8048 in das Gesamtsystem eingebunden.